# Björka landskommun
Björka landskommun var en tidigare kommun i dåvarande Malmöhus län.

## Administrativ historik
Kommunen bildades i Björka socken i Färs härad i Skåne när 1862 års kommunalförordningar trädde i kraft. 
Vid kommunreformen 1952 uppgick kommunen i Sjöbo köping som 1971 ombildades till Sjöbo kommun.